# 荒川水循環センター

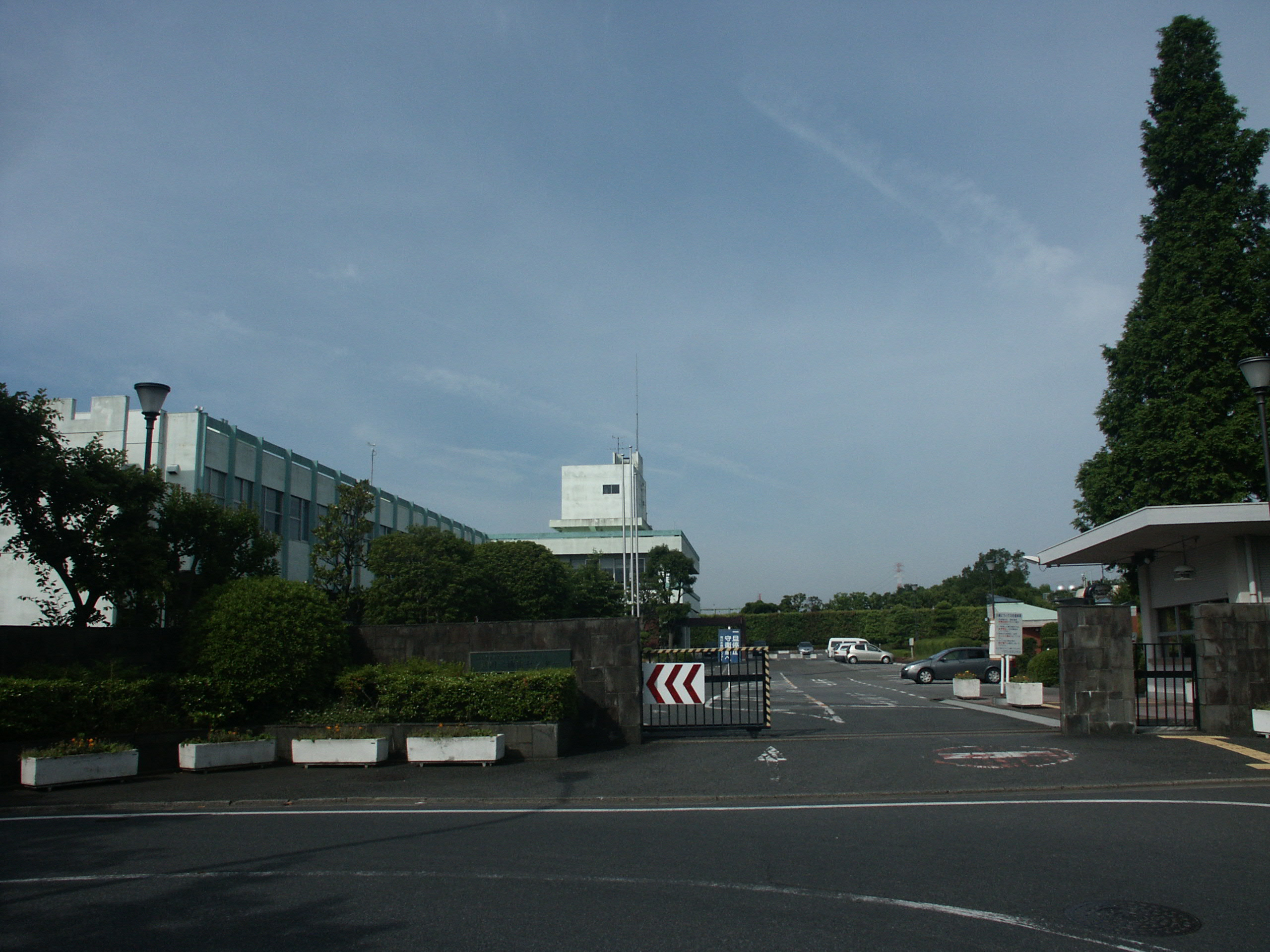
荒川水循環センター

荒川水循環センター（あらかわすいじゅんかんセンター）は、埼玉県戸田市にある県営の下水処理場。荒川左岸南部流域の下水道処理を行っている施設である。流域下水道としては、日本最大規模の水循環センターとなっている。

## 概要
荒川左岸南部流域下水道が担当するさいたま市、川口市、戸田市、蕨市、上尾市の下水処理を行っている。埼玉県下水道公社が維持管理を行う。
新大宮バイパス直下に鴨川幹線、第二産業道路直下に芝川幹線、東京外環自動車道直下に南部幹線、その他荒川南幹線、南部北幹線、鴨川第三準幹線などが設置されている。
処理場の上部には2010年に荒川水循環センター上部公園がオープンした。周辺には荒川第一調節池がある。

## 沿革
- 1966年（昭和41年）3月 - 事業着手。
- 1972年（昭和47年）10月 - 埼玉県初の流域下水道終末処理場として荒川処理センターが供用開始[2][4]。
- 2000年（平成12年） - さいたま新都心再生水利用施設が運用開始。
- 2003年（平成15年） - 芝中継ポンプ場運転開始。
- 2006年（平成18年） - 荒川水循環センターに改称。
- 2018年（平成30年）7月10日 - 処理場上部の公園が全面オープン。

## 所在地
- 戸田市笹目5丁目37番地の14